# Brétignolles-le-Moulin
Pour les articles homonymes, voir Brétignolles.
Brétignolles-le-Moulin est une ancienne commune de l’Orne, puis de la Mayenne.
Initialement située dans le département de l’Orne (canton de Juvigny-sous-Andaine), elle est rattachée au département de la Mayenne (canton de Lassay) en 1831 lors de la modification de la limite des deux départements.
D'abord baptisée Brétignolles, elle est renommée en Brétignolles-le-Moulin en 1919.
Elle s'associe avec la commune du Housseau en 1972 pour former la commune du Housseau-Brétignolles.